# Sea Me
Pour plus de détails, voir Fiche technique et Distribution.
Sea Me est un film d'horreur américano-anglais réalisé par M. Claxton Crawford, sorti en 2006. Le film met en vedette dans les rôles principaux Brandon Cantello, Danielle Largay et Jared Cohn.

## Synopsis
Un groupe d’amis se rend dans un camp de plage isolé au Mexique pour les vacances de printemps. Ils découvrent bientôt la sombre histoire du camp mais sont inconscients du mal qui les attend.

## Distribution
- Brandon Cantello : Jeremy
- Danielle Largay : Crystal
- Jared Cohn : Shawn
- Kelly Wood : Cindy
- Bill Connelly : Mike
- Goyo : L’homme
- David S. Davenport : Membre de la famille 1
- Franchesca Joubert : Membre de la famille 2
- Andre Gates : Membre de la famille 3
- Aisa Gates : Membre de la famille 4[1]

## Production
Le tournage a eu lieu au Mexique. Le film est sorti le 2 octobre 2006 aux États-Unis, son pays d’origine.